# Consell General d'Òlt i Garona

Logo del Consell General

El Consell General d'Òlt i Garona (en occità Conselh Generau deu Òut e Garona) és l'assemblea deliberant executiva del departament francès d'Òlt i Garona, a la regió de la Nova Aquitània.
La seu es troba a Agen i des de 2008 el president és Pierre Camani (PS).

## Presidents
- 1978-1994 Jean-François Poncet UDF
- 1994-1998 Jean Louis Brunet UDF
- 1998-2004 Jean-François Poncet UDF
- 2004-2008 Michel Diefenbacher UMP
- 2008-2011 Pierre Camani PS

## Composició
El març de 2008 el Consell General dels Gironda era constituït per 40 elegits pels 40 cantons de l'Òlt i Garona.
| Partit                        | Sigles | Electes |
| ----------------------------- | ------ | ------- |
| Majoria (25 escons)           |        |         |
| Partit Socialista             | PS     | 18      |
| Partit Comunista              | PCF    | 1       |
| Partit Radical d'Esquerra     | PRG    | 1       |
| Divers gauche                 | DVG    | 5       |
| Oposició (15 escons)          |        |         |
| Divers Droite                 | DVD    | 4       |
| Unió pel Moviment Popular     | UMP    | 11      |
| President del Consell General |        |         |
| Pierre Camani (PS)            |        |         |